# Acrasia
Acrasia is een geslacht van vlinders van de familie van de spanners (Geometridae). De wetenschappelijke naam van dit geslacht is voor het eerst voorgesteld door Alois Friedrich Rogenhofer in een publicatie uit 1875. De soorten in dit geslacht komen in het Afrotropisch gebied voor.

## Soorten
- Acrasia accepta Krüger, 2013
- Acrasia amoena Krüger, 2013
- Acrasia ava (Prout L. B., 1938)
- Acrasia avellanata Krüger, 2013
- Acrasia chimalensis Krüger, 2013
- Acrasia crinita Felder & Rogenhofer, 1875
- Acrasia drakensbergensis (Herbulot, 1992)
- Acrasia dukei Krüger, 2013
- Acrasia grandis Krüger, 2013
- Acrasia lechriogramma Krüger, 2013
- Acrasia lenzi Krüger, 2013
- Acrasia modesta Krüger, 2007
- Acrasia monticola Krüger, 2013
- Acrasia nyangica Krüger, 2013
- Acrasia punctillata (Prout L. B., 1938)
- Acrasia robusta Krüger, 2013
- Acrasia similis Krüger, 2013
- Acrasia sympatrica Krüger, 2013